# Nagyezsgyinszkojei járás

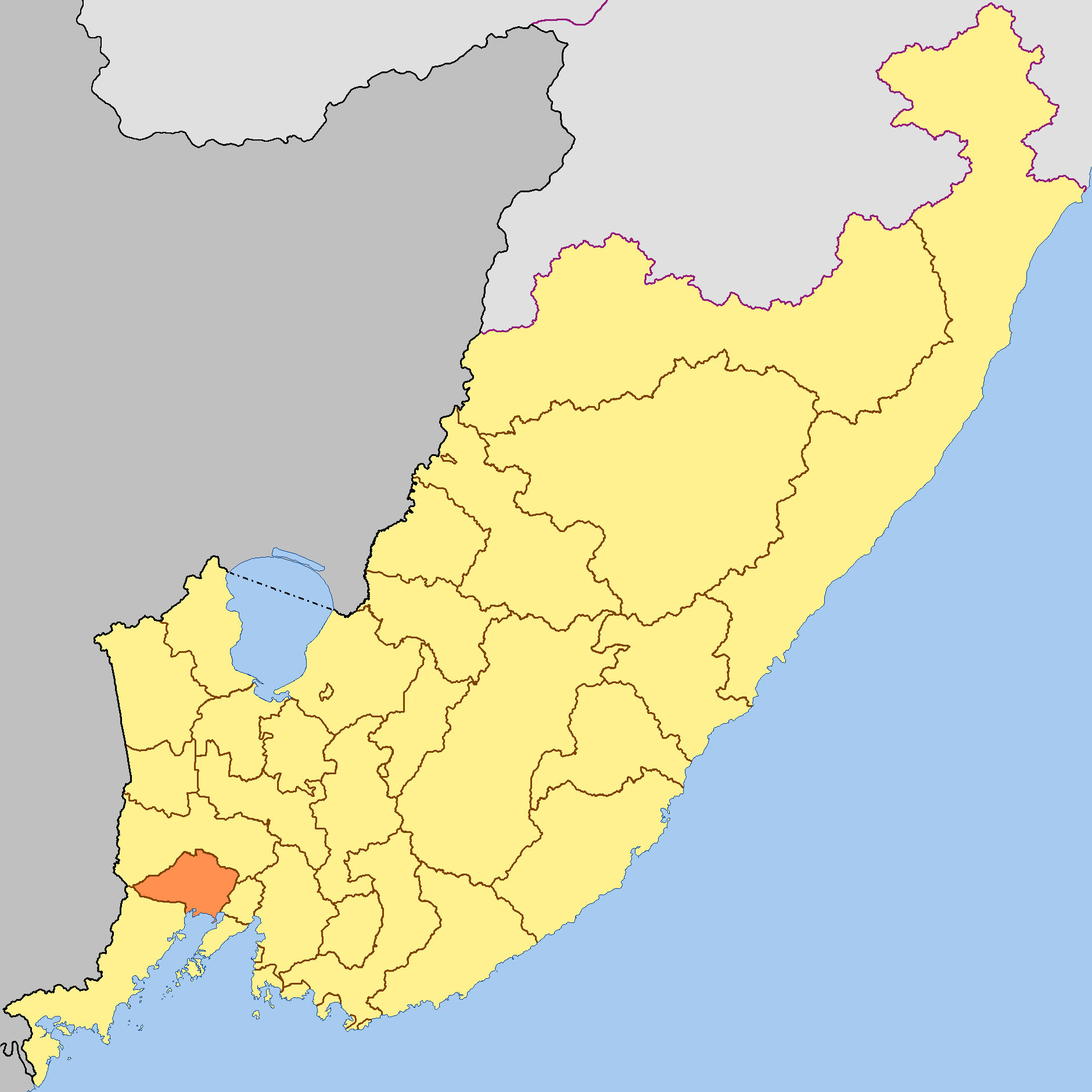
A Nagyezsgyinszkojei járás a Tengermelléki határterületen

A Nagyezsgyinszkojei járás (Надеждинский район) Oroszország Tengermelléki határterületének déli részén helyezkedik el. Területe 1595 km², lakossága 2004-ben 39,6 ezer fő, népsűrűsége 25 fő/km² volt.  Északról az Usszurijszki járás, keletről az Artyomi városkörzet, délről az Amurszkij-öböl és a Haszani járás határolja. Székhelye Volno-Nagyezsgyinszkoje község (2003-ban 6,8 ezer lakos), mely Vlagyivosztoktól 40 km-re északra található. Összesen 34 települése van, melyek közül Tavricsanka (8,6 ezer fő) és Razdolnoje (7,8 ezer fő 2003-ban) városi jellegű települések. 

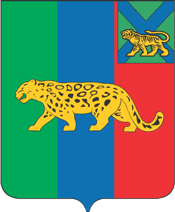
A Nagyezsgyinszkojei járás címere

A járás főként a Razdolnaja-folyó (amely itt ömlik az Amurszkij-öbölbe) medencéjét foglalja el, bár nyugati része a lakatlan Dapunlin-hegység. egy részét is magába foglalja. A medence a Tengermellék legsűrűbben lakott részei közé tartozik.  A Tengermelléken egyedül itt található sós ásványvízforrás (Razdolnyenszkoje). A járás minden szempontból Vlagyivosztok vonzáskörzetébe tartozik, a város lakói számos dácsát építettek itt fel (mintegy 30 ezer vlagyivosztoki rendelkezik itt hétvégi házzal).
Térkép Archiválva 2007. szeptember 27-i dátummal a Wayback Machine-ben

## Történelem
A járás területe a 19. század 2. felében népesült be, már ekkor megkezdődött itt a szénbányászat. 1926-ban az akkor megalakult Szujfuni járás (melynek székhelye a mai Usszurijszk volt) része lett, 1937-ben alakult meg mai formájában, ekkor még Vlagyivosztoki járás néven. Székhelye 1944-1953 között Tavricsanka volt. 1964-ben Zanadvorovka és Barabas településeket a Haszani járáshoz csatolták.

## Népesség
- 1989-ben 43 012 lakosa volt.
- 2002-ben 40 197 lakosa volt.
- 2010-ben 39 163 lakosa volt.

## Gazdaság
A Razdolnaja-völgyében gazdag barnaszénkészletek találhatók, a járás gazdaságának meghatározó ága a szénbányászat. A bányászat központja Tavricsanka és Nyezsino, a kitermelés külszíni fejtéssel történik. A járás gazdag építőipari alapanyagokban is, melyeket Razdolnoje téglagyára dolgoz fel.  Tyerehovka környékén jelentős bazaltkészletek kitermelése folyik, ugyanitt betonelemgyár is található. Kipariszovo üveggyára a környéken kitermelt homokkő kvarcát használja fel. A járás területén mintegy 15 millió tonnás kőolajkészletet tártak fel, melynek kitermelése a jövőben várható. Mezőgazdasága a közeli agglomeráció lakosságát látja el (hús-, tej- és tojástermelés, zöldség- és burgonyatermesztés). Legjelentősebb élelmiszeripari üzeme a Nagyezsgyinszkaja baromfifeldolgozó kombinát. Több társaság foglalkozik hal- és egyéb tengeri élőlények feldolgozásával (Gyevjatij Val, Razdolnoje községekben). Meg kell említeni a szőrmefeldolgozást (nyérc, nyest, róka) is.

## Látnivalók
A Dapunlin-hegységben található a Boriszovszkoje plato vadvédelmi terület, ahol a járás címerállata, a leopárd is megtalálható. A razdolnojei és a kipariszovói geológiai feltárások is védelmet élveznek.

## Külső hivatkozások
- A járás honlapja Archiválva 2006. február 21-i dátummal a Wayback Machine-ben